# كويتشي أوغاتا
كويتشي أوغاتا (باليابانية: 緒方孝市؛ بالكانا: おがた こういち) هو لاعب كرة قاعدة ياباني، ولد في 25 ديسمبر 1968 في توسو في اليابان.

## وصلات خارجية
- كويتشي أوغاتا على موقع الدوري الياباني لكرة القاعدة (الإنجليزية)
- كويتشي أوغاتا على موقعبيزبول رفرنس.كوم (الدوري الثانوي) (الإنجليزية)